# Village Green (New York)
Village Green est une census-designated place du comté d'Onondaga, dans l'État de New York, aux États-Unis,. En 2020, elle compte une population de 3 834 habitants.